# 橋迫鈴
橋迫鈴（2005年10月6日—）日本愛知縣出身、為早安家族所屬團體ANGERME第八期成員，成員代表色為純紅色。血型為O型。

## 個人簡歷

### 2016年
- 與川村文乃・橫山玲奈・吉田真理恵・西田汐里・山﨑夢羽一同加入Hello! Pro研修生。

### 2017年
- 5月曾在「Hello! Project 研修生発表会2017 ～春の公開実力診断テスト～」中表演℃-ute的歌曲全新牛仔褲，獲得「最佳角色獎（キャラクター賞）」

### 2019年
- 從3月開始到5月，做為Hello! Pro研修生與小野琴己・米村姫良々・松永里愛・為永幸音・出頭杏奈一起擔任「モーニング娘。'19コンサートツアー春 〜BEST WISHES!〜」的開場表演及中場表演。
- 7月3日，宣佈加入ANGERME。
- 11月20日，作為ANGERME新成員的第一張單曲發售。

## 人物介紹
- 興趣是做甜食、蒐集文具及整人。
- 2019年8月至2020年11月期間曾為早安家族中最年少的正式成員。（與岡村ほまれ、山﨑愛生及松永里愛同為2005年出生。）

## 出演

### 舞台劇
- 演劇女子部「遙かなる時空の中で6 外伝 〜黄昏ノ仮面〜」（2019年6月22日、メルパルクホール） - 友情出演

## 相關團體
- ANGERME（2019年－）

## 外部連結
- 橋迫鈴-HelloProject官方網站介紹 （页面存档备份，存于）
- ANGERME新成員部落格 （页面存档备份，存于）